# ブレイディ・エイケン
ブレイディ・ジェームズ・エイケン（Brady James Aiken, 1996年8月16日 - ）は、アメリカ合衆国カリフォルニア州サンディエゴ出身のプロ野球選手（投手）。フリーエージェント（FA）。

## 経歴

### プロ入り前
カセドラル・カトリック高等学校に在学中の2013年8月22日に第26回AAA世界野球選手権大会のアメリカ合衆国代表に選出され、アメリカ合衆国の優勝に貢献した。
2014年6月5日のMLBドラフト1巡目（全体1位）でヒューストン・アストロズから指名された。しかし、当初契約金650万ドルが提示されたものの左肘のMRI検査で炎症が見つかり、500万ドルに減額されたのを不服として契約しなかった。全体1位指名での入団拒否はダニー・グッドウィン、ティム・ベルチャーに次いでドラフト史上3人目のことだった。契約金を減額して入団拒否された場合当該順位のボーナススロット分相当（800万ドル）がチームのその年のドラフトで支払える契約金総額から減額されるため、下位指名選手に対する契約金を削減せざるを得なくなり、その結果として5巡目指名のジェイコブ・ニックスらの入団拒否にもつながった。なお、アストロズは全体1位指名のエイケンと契約できなかった補償として翌2015年MLBドラフトで全体2位指名権を与えられた（当該順位のボーナススロットの40％以上の契約金を提示して入団拒否された場合に補償が与えられる）が、そこで指名されたのがアレックス・ブレグマンであった。
前述のニックスと共に2015年はIMGアカデミーに進学し、そこでドラフト指名を待つことになったが、初先発登板の際に肘に違和感を覚え、3月26日にトミー・ジョン手術を受ける事が発表された。

### プロ入りとインディアンス傘下時代
2015年6月8日のMLBドラフト1巡目（全体17位）でクリーブランド・インディアンスから指名された。6月19日に契約を結んだ。
2016年6月にルーキー級のアリゾナリーグ・インディアンスでプロデビューした。後にA-級マホーニングバレー・スクラッパーズに昇格した。この年の最終成績は2勝5敗、防御率5.83だった。
2017年はA級レイクカウンティ・キャプテンズでプレーし、27試合で132イニングを投げて5勝13敗、防御率4.77だった。
2018年はスプリング・トレーニングからそのままアリゾナの球団施設にとどまり、シーズン全休して心身の強化に終始した。
復活を期した2019年であったが、4月にA級レイクカウンティで2試合（2/3イニング、防御率40.50）に登板して以降は試合出場はなく、胸郭出口症候群の治療でアリゾナの球団施設からも離れていたとも伝えられている。12月になってもインディアンス球団幹部は「来春戻ってこられるかどうかも不透明」と述べていた。
2020年は新型コロナウイルスの感染拡大の影響で、マイナーリーグ公式戦が全試合中止となったため公式戦での登板はなかった。
2021年もA級レイクカウンティで1年間負傷者リスト入りしたまま公式戦での登板はなく、10月4日に自由契約となった。それ以降マイナーリーグでの登板もなく、引退状態にある。なお、このまま引退した場合スティーブ・チルコット、ブリエン・テイラーに続く3人目の「ドラフト全米1位指名されながらも一度もメジャーに昇格することなく引退した選手」となるが、その中でチルコットはトリプルA、テイラーはダブルAでのプレー経験があるため唯一の「最高位がA級どまりの選手」となる。

## 詳細情報

### 代表歴
- 第26回AAA世界野球選手権大会 アメリカ合衆国代表